# Helophorus (Orphelophorus)
Helophorus (Orphelophorus) – podrodzaj chrząszczy z nadrodziny kałużnicokształtnych i rodzaju oguzek. Obejmuje dwa opisane gatunki.

## Morfologia
Chrząszcze o wydłużonym, mniej lub bardziej wypukłym ciele, w zarysie o mniej lub bardziej równoległych bokach z wyraźną, ale niezbyt mocną przerwą między przedpleczem a pokrywami. Ziarenkowanie głowy i przedplecza jest gęste i przybiera postać silnie wyniesionych, bardzo wydatnych guzków, z których każdy na szczycie wyposażony jest w sztywną, zakrzywioną szczecinkę osadzoną w dołku (punkcie). Głowa ma bruzdy szwu epikranialnego dość głębokie, wąskie, liniowate, wyraźnie wśród ziarenkowania widoczne. Aparat gębowy ma krótkie głaszczki szczękowe o symetrycznie zbudowanym członie wierzchołkowym. Przedplecze ma boki rozpłaszczone i na krawędziach silnie piłkowane. Spośród typowych dla rodzaju siedmiu podłużnych rowków przedplecza środkowy ma postać szczątkową, a pozostałe całkiem zanikły. Mała tarczka ma zarys okrągławy ze ściętym przodem. Pokrywy mają na każdym międzyrzędzie pojedynczy szereg ziarenek ze szczecinkami podobnymi do tych na głowie i przedpleczu, tj. sztywnymi i zakrzywionymi. U podstawy międzyrzędu pierwszego nie występuje rządek przytarczkowy. Dziesiąty międzyrząd przybiera formę rozszerzonego na bok kila, który nakrywa od góry właściwą krawędź pokrywy, tworząc swą boczno-brzuszną powierzchnią wyraźną pseudoepipleurę. Odnóża są jak na oguzkowatego krótkie, o stopach zupełnie pozbawionych włosków pływnych. Odwłok ma pięć widocznych, wolnych sternitów (od trzeciego do siódmego) o równomiernej, pozbawionej guzków i dołków powierzchni, z których ostatni ma tylny brzeg zaokrąglony.

## Rozprzestrzenienie
Przedstawiciele podrodzaju zamieszkują krainę palearktyczną i nearktyczną, przy czym oba gatunki wykazują borealno-arktyczny typ rozsiedlenia. Współczesny zasięg Orphelophorus obejmuje Kanadę, Rosję, Kazachstan, Mongolię i północne Chiny, natomiast w plejstocenie docierał on także do Wysp Brytyjskich i Niemiec.

## Taksonomia
Takson ten wprowadzony został w 1927 roku przez Armanda d’Orchymonta jako monotypowy, z plejstoceńskim H. wandereri jako jedynym gatunkiem. W 1970 roku Robert Bagrie Angus zsynonimizował ów gatunek z H. obscurellus.
Do podrodzaju tego zalicza się dwa opisane gatunki:
- Helophorus arcticus Brown, 1937
- Helophorus obscurellus Poppius, 1907